# 板頭厝
板頭厝，是臺灣雲林縣北港鎮、嘉義縣新港鄉交界地帶的一個傳統地域名稱，位於兩鄉鎮交界地帶的中心偏西南方，即北港鎮東南部、新港鄉西北部，主聚落則在新港鄉境內。相較於今日行政區，其範圍大致包括新港鄉的板頭村不含東北端及南部凸出部分的東南側、共和村西北部邊界地帶中段，以及因北港溪河道變遷而劃出嘉義縣縣界的北港鎮華勝里東北端、新街里東南部、後溝里西南部、大同里東北大半部。

## 歷史
台灣日治初期，板頭厝地區為一（舊制）街庄，稱為「板頭厝庄」，隸屬於打貓西堡。昔日該庄西北半葉的西南邊、西北邊、東北邊暨東南半葉的北邊隔北港溪分別與北港街、新街庄、後溝仔庄為界，東南半葉的東北及東與崙仔庄、後庄為鄰，南邊與埤頭庄為鄰，西南邊及西邊暨西北半葉的東南邊為舊南港庄。
1901年（日治明治三十四年）11月，全台設置二十廳，該庄隸屬於嘉義廳。1903年（明治三十六年）6月，該庄編入「新港區」，隸屬於嘉義廳。1909年（明治四十二年）10月，合併二十廳為十二廳，新港區仍隸屬於嘉義廳。1920年（大正九年），廢十二廳改設五州二廳，該庄改制為「板頭厝」大字，隸屬於臺南州嘉義郡新巷庄（新制街庄）。
戰後新巷庄改制並改名為新港鄉，隸屬於臺南縣，大字亦改制為村。1950年雲、嘉、南分治，新港鄉改隸屬於嘉義縣。

## 聚落
本地區發展較早的聚落有板頭厝、下灣仔內、頂灣仔內（已消失）等，在日治期初期的官方地圖上已有記載。此外，在北港溪河道變遷後，下灣仔內聚落已從原處向西南方遷至現址，而原屬本地區的頂灣仔內聚落則已向東北方遷移至溪流北岸的後溝子庄。

## 交通
鄉道嘉74線是舊南港至新港的道路。
鄉道雲162是口莊至府番的道路，經過本地區劃入今雲林縣北港鎮的部分。

## 文化資產
- 台糖嘉北線五分仔鐵道暨北港溪鐵橋（歷史建築）